# Viola Goretzki
Viola Goretzki, född den 23 november 1966 i Zwickau i Tyskland, är en östtysk roddare.
Hon tog OS-guld i åtta med styrman i samband med de olympiska roddtävlingarna 1976 i Montréal.